# 乙酸镝
乙酸镝是镝的乙酸盐，化学式为Dy(CH3COO)3。

## 制备
乙酸镝可由乙酸和氧化镝反应得到：
Dy2O3 + 6 CH3COOH → 2 Dy(CH3COO)3 + 3 H2O
其水合物在真空中加热至150 °C可以得到无水物。